# The Blues Brothers
The Blues Brothers es un número cómico musical creado por los humoristas estadounidenses John Belushi y Dan Aykroyd para el programa de televisión Saturday Night Live, en donde Belushi trabajó entre 1975 y 1979. Al principio, el grupo que les acompañaba era el del programa, pero reunieron una banda musical estable para su primer disco.

«Nuestra idea era rendir homenaje a la música negra estadounidense.»
Dan Aykroyd

Tom Malone, a quien se puede ver tocando el trombón en la película The Last Waltz, de Martin Scorsese (que es la despedida filmada de otro de los grandes grupos de la música canadiense, The Band) y que formaba parte de la banda, les recordó que podían contar con Steve Cropper a la guitarra y Donald "Duck" Dunn al bajo. Ambos fueron miembros del grupo instrumental de los años 1960: Booker T. & the M.G.'s, banda estable del sello Stax.
En una de sus primeras actuaciones se hicieron acompañar del grupo Roomful of Blues. También hicieron jams junto a Albert Collins y Carey Bell, además de ver a varios grupos, entre ellos el de Robert Cray, para la puesta en escena de la banda. Tras la muerte de Belushi, la banda pasó a ser dirigida por Steve Cropper, con cantantes como Eddie Floyd o Rob Paparozzi.

## Músicos

### Músicos del primer disco "Briefcase Full of Blues"
- Jake Blues, voz
- Elwood Blues, 2ª voz y armónica
- Steve Cropper - guitarra (Stax, Otis Redding, MGs, "Rock & Roll" de John Lennon)
- Matt "Guitar" Murphy - guitarra (Otis Rush, Koko Taylor, Memphis Slim, James Cotton)
- Donald "Duck" Dunn - bajo (Stax, MGs, Otis Redding, Neil Young, Tony Joe White)
- Paul Shaffer - teclados (Late show band de David Letterman, Saturday Night Live Band, Beach Boys)
- Steve Jordan - batería (Keith Richards, Bruce Springsteen, Fabulous Thunderbirds)
- Tom Malone - trombón, trompeta, saxo barítono (Frank Zappa, The Band, Blood, Sweat & Tears, Willy Deville, Lou Reed)
- "Blue" Lou Marini - saxos (Woody Herman, Frank Zappa, Blood, Sweat & Tears, Steely Dan)
- Alan Rubin - trompeta (Duke Ellington, Stanley Clarke, Herbie Mann)
- Tom Scott - saxo tenor y alto (George Harrison, Toto, Steely Dan, Barbra Streisand, Frank Sinatra, Blue Oyster Cult, Grateful Dead, Ringo Starr, Ray Charles, REM)

### Músicos de "The Blues Brothers" - Banda sonora
Además de los mismos del primer disco, los siguientes:
- Murphy Dunne - teclado (Ray Charles, The Conception Corporation)
- Juan Domingo Posada - armónica
- Willie Hall - batería (Sustituto de Al Jackson en los MGs, cuando este murió asesinado. Batería del disco de Issac Hayes "Shaft", en el cual se creó el llamado "Soul sinfónico")
- Estrellas invitadas: Aretha Franklin, James Brown, Cab Calloway, Ray Charles, John Lee Hooker, ((walter horton)) (su intervención no aparece en el disco).
- Otros músicos que colaboran:
  - Bill Payne - teclado (Little Feat)
  - Hiram Bullock - guitarra
  - Elliot Randall - guitarra

## Discografía
- Briefcase Full of Blues, 1978, Atlantic.[4]
- Blues Brothers, banda sonora, 1980, Atlantic.[5]
- Made in America, 1980, Atlantic.
- Montreaux Live, 1990, WEA.
- Red White & Blues, 1992.
- Blues Brothers & Friends: Live From House of Blues, 1997, A&M.
- Blues Brothers 2000, banda sonora, 1998, Universal.
- The Last Shade Of Blue Before Black, 2017, Severn Records.

## Filmografía
- The Blues Brothers de John Landis, 1980.
- Blues Brothers 2000 de John Landis, 1998.
- Live Montreaux, concierto, 1990.
- The Best of John Belushi
- The Best of Dan Aykroyd
- Concierto Aniversario Atlantic, en el grupo, entre otros, Steve Cropper y Donald "Duck" Dunn.
- Concierto Aniversario de Bob Dylan, le acompañan Steve Cropper y Donald "Duck" Dunn, entre otros.